# Michael Wittlich

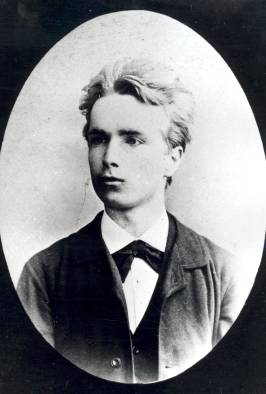
Michael Wittlich

Michael Wittlich (* 29. Septemberjul. / 11. Oktober 1866greg. in Kunda, Gouvernement Estland; † 6. Februar 1933 in Tartu) war ein estnischer Chemiker. Er ist besonders für seine Arbeiten zum Ölschiefer bekannt geworden.

## Frühe Jahre
Michael Wittlich (estnischer Name: Mihkel Vitsut) besuchte die Kreisschule von Rakvere sowie das Realgymnasium von Tallinn. Ab 1885 studierte er Chemie am Rigaer Polytechnikum  und schloss 1890 seine Studien ab. Von 1890 bis 1901 war er in der Milchwirtschaft tätig, danach als Ingenieur beim Estländischen Landwirtschaftlichen Verein.

## Wissenschaftler
Von 1909 an war Wittlich am Polytechnischen Institut in Riga als wissenschaftlicher Mitarbeiter angestellt, ab 1910 als ordentlicher Professor und später als Dekan der Fakultät für Chemie. Von 1919 bis 1932 war Michael Wittlich Professor für Chemie an der Universität Tartu, davon von 1920 bis 1925 als Dekan der Mathematisch-Naturwissenschaftlichen Fakultät. Er war auch nach seiner Pensionierung weiterhin als Dozent in Tartu tätig.

## Würdigung
Schwerpunkte seiner Forschungen waren die Zucker-Produktion sowie die Gärungstechnologie. Wittlich ist vor allem bekannt für seine Arbeiten zur Verwendung einheimischer Energieträger, vor allem Torf und Ölschiefer. Zusammen mit dem estnischen Wissenschaftler Paul Kogerman gründete er 1925 in Tartu ein Labor zur Erforschung der Eigenschaften des Ölschiefers. Wittlich ist außerdem der Verfasser des ersten estnischsprachigen Lehrbuchs für Chemie (Valitud peatükid tehnoloogiast, Tartu 1927).
Michael Wittlich liegt auf dem Vana-Jaani Friedhof von Tartu begraben.